# مجزرة رفح (12 فبراير 2024)
مجزرة رفح (12 فبراير 2024) هي مجزرة ارتكبها سلاح الجوّ الإسرائيلي يوم الإثنين الموافق 12 فبراير/شباط 2024. استهدفت هذه الغارات مناطق متفرقة في مدينة رفح وتم شن هذه الغارات خلال نصف ساعة فقط. هذه المجزرة من ضمن عدة مجازر وقعت خلال الحرب الفلسطينية الإسرائيلية 2023-2024. تسبّبت هذه المجزرة الإسرائيليّة والتي مدينة رفح إلى استشهاد أكثر من 100 شهيدًا.

## خلفية الحدث
في ساعاتِ الصباح الأولى من يوم السابع من أكتوبر 2023 أطلقت حركة المقاومة الإسلامية حماس عبر ذراعها العسكري كتائب الشهيد عز الدين القسام عملية طوفان الأقصى وذلك ردًا على الاعتداءات الإسرائيلية وتدنيس الأقصى والاستمرار في الاستيطان، كما أكّد على ذلك محمد الضيف القائد العام للقسّام والذي أعطى إشارة انطلاق العمليّة التي شهدت اقتحامًا من المقاومين لمستوطنات غلاف غزة ونجحوا في قتلِ عدد كبيرٍ من الجنود الإسرائيلين، وأسر عشرات آخرين كما استطاعوا خلال ساعات قطع عشرات الكيلومترات ووصلوا لمستوطنات أبعد من تلك المحيطة والقريبة من قطاع غزة.
الرد الإسرائيلي على هذه العمليّة جاء من خلال شنّ سلاح الجو الإسرائيلي عشرات الغارات العشوائيّة على القطاع متسبّبة في مقتل آلاف المدنيين وتدمير البنية التحتية لمدن القطاع، ليصل حد فرض إغلاق شامل وقطع متعمد لكل الخدمات من ماء وكهرباء وغاز، وهو ما هدَّد حياة أكثر من مليونَي فلسطيني يعيشُ داخل القطاع الذي يُعاني أصلًا من تبعات الحصار الخانق عليهم منذ ستة عشر عاماً.
بدخول عام 2024، استمرت سلسلة الهجمات على قطاع غزة، واتجهت نحو التصاعد مع توسيع إسرائيل لنطاق عملياتها في جنوب القطاع. ومع استمرار الاشتباكات والتصاعد الحربي، لوحظ استمرار القصف من قبل القوات الجوية والمدفعية الإسرائيلية على المناطق السكنية واستهداف مختلف المناطق. ومع بداية شهر فبراير، كثف الجيش الإسرائيلي من استهدافاته لمحافظة رفح أقصى جنوب القطاع، ويأتي ذلك بالتزامن مع التصريحات الإسرائيلية بقرب تنفيذ عملية برية في مدينة رفح.

## تحرير أسيرين
أعلن الجيش الإسرائيلي تحرير أسيرين إسرائيليين لدى المقاومة الفلسطينية في رفح -جنوب قطاع غزة– بعملية عسكرية، تزامنت مع قصف عنيف على المدينة.
وقال وزير الدفاع الإسرائيلي يوآف غالانت إن العملية تمت بمشاركة الجيش وقوات خاصة تابعة للشرطة وجهاز الأمن العام (الشاباك)، وبمتابعة رئيس الوزراء بنيامين نتنياهو، ونجحت في إعادة الأسيرين فرناندو سيمون مارمان (60 عاما) ولويس هار (70 عاما).

## الغارات الجوية
شن سلاح الطيران الإسرائيلي عدة غارات وكانت هذه الغارات على عدة مناطق وهي:
- منزل عائلة أبو رزق
- منزل عائلة المغير
- مسجد الهدى في السلطان
- منزل عائلة حسن أبو هنود
- منزل أبو فادي معمر
- مسجد الرحمة
- منزل عائلة ضهير
- منزل عائلة الشيخ بلال زعرب
- منزل عائلة أبو جزر
- منزل عائلة أبو عاذرة
- عائلة المصري
- منزل عائلة أبو الحصين في حي النصر
- منزل عائلة الشاعر
- منزل عائلة أبو فخر
- منزل عائلة حسونة
- قصف شارع صلاح الدين شرق رفح
- مسجد حمزة